# Liste der Biografien/Muller, R
Liste der Biografien |
Portal Biografien |
R Personensuche
# |
A |
B |
C |
D |
E |
F |
G |
H |
I |
J |
K |
L |
M |
N |
O |
P |
Q |
R |
S |
T |
U |
V |
W |
X |
Y |
Z |
?
 
Ma |
Mb |
Mc |
Md |
Me |
Mf |
Mg |
Mh |
Mi |
Mj |
Mk |
Ml |
Mm |
Mn |
Mo |
Mp |
Mq |
Mr |
Ms |
Mt |
Mu |
Mv |
Mw |
Mx |
My |
Mz
 
Mua |
Mub |
Muc |
Mud |
Mue |
Muf |
Mug |
Muh |
Mui |
Muj |
Muk |
Mul |
Mum |
Mun |
Muo |
Mup |
Muq |
Mur |
Mus |
Mut |
Muu |
Muv |
Muw |
Mux |
Muy |
Muz
 
Mula |
Mulb |
Mulc |
Muld |
Mule |
Mulf |
Mulg |
Mulh |
Muli |
Mulj |
Mulk |
Mull |
Mulm |
Muln |
Mulo |
Mulr |
Muls |
Mult |
Mulu |
Mulv |
Mulw |
Muly |
Mulz
 
Mulla |
Mulle |
Mullg |
Mullh |
Mulli |
Mulln |
Mullo |
Mullr |
Mully
 
Mulled |
Mullei |
Mullej |
Mullem |
Mullen |
Muller |
Mulles |
Mulley
 
Muller, A |
Muller, B |
Muller, C |
Muller, D |
Muller, E |
Muller, F |
Muller, G |
Muller, H |
Muller, I |
Muller, J |
Muller, K |
Muller, L |
Muller, M |
Muller, N |
Muller, O |
Muller, P |
Muller, Q |
Muller, R |
Muller, S |
Muller, T |
Muller, U |
Muller, V |
Muller, W |
Muller, X |
Muller, Y |
Muller, Z |
Mullera |
Mullerb |
Mullerh |
Mullerl |
Mullerp |
Mullers |
Mullerw |
Mullery
Die Liste der Biografien führt alle Personen auf, die in der deutschsprachigen Wikipedia einen Artikel haben. Dieses ist eine Teilliste mit 128 Einträgen von Personen, deren Namen mit den Buchstaben „Muller, R“ beginnt.

## Muller, R

### Muller, Ra
- Müller, Rabeya (1957–2024), deutsche Islamwissenschaftlerin, muslimische Theologin und Religionspädagogin
- Müller, Rainer (* 1933), deutscher Ingenieur und Hochschullehrer für Automatisierung
- Müller, Rainer (1941–2001), deutscher Fußballspieler
- Müller, Rainer (1941–2019), deutscher Arzt, Sozialwissenschaftler und Hochschullehrer an der Universität Bremen
- Müller, Rainer (1944–2004), deutscher Historiker
- Müller, Rainer (* 1946), deutscher Bahnradsportler
- Müller, Rainer (* 1953), deutscher Diplomat
- Müller, Rainer (1953–2023), deutscher Taekwondoin
- Müller, Rainer (* 1961), deutscher Orgelbauer
- Müller, Rainer (* 1963), deutscher Kunsthistoriker und Denkmalpfleger
- Müller, Rainer (* 1966), deutscher Basketballspieler
- Müller, Rainer (* 1966), deutscher Langstreckenläufer
- Müller, Rainer (* 1966), deutscher Historiker und BürgerrechtlerRainer Müller (* 1966)
- Müller, Ralf (* 1967), deutscher Tänzer

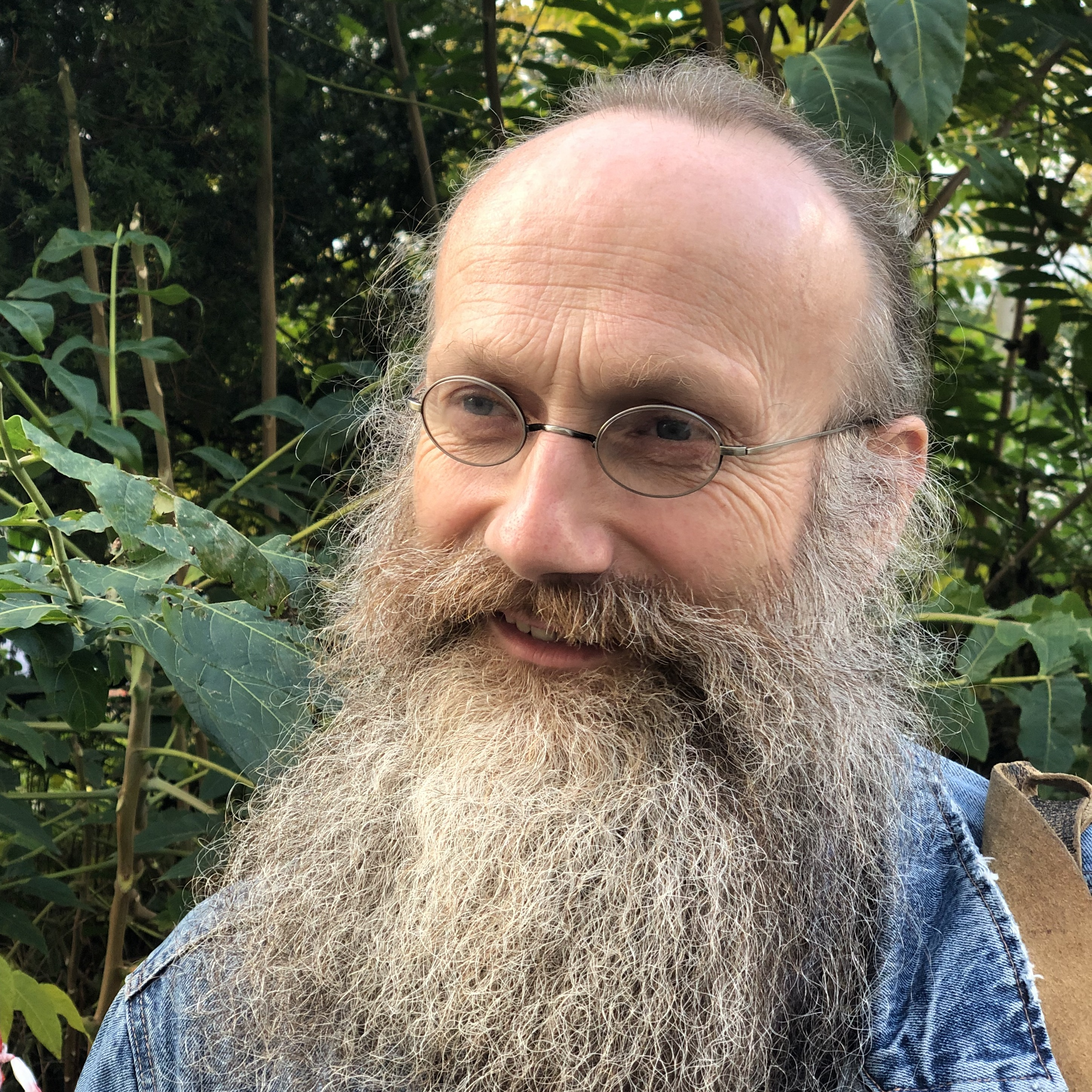
Rainer Müller (* 1966)

- Müller, Ralph (* 1963), deutscher Politiker (AfD), MdL
- Müller, Raphael (* 1999), deutscher Schriftsteller
- Müller, Ray (* 1948), deutscher Regisseur, Drehbuchautor, Filmproduzent und Schriftsteller

### Muller, Re
- Müller, Rebecca (* 1972), deutsche Kunsthistorikerin, Mediävistin und Hochschullehrerin
- Müller, Rebekka (* 1988), deutsche Politikerin
- Müller, Regine (* 1959), deutsche Politikerin (SPD), MdL
- Müller, Reimar (1932–2020), deutscher Klassischer Philologe
- Müller, Reiner (1879–1953), deutscher Hygieniker und Bakteriologe
- Müller, Reinhard (1898–1991), deutscher Arrangeur und Komponist
- Müller, Reinhard (1929–2002), Schweizer Politiker (BGB, SVP)
- Müller, Reinhard (* 1944), deutscher Historiker und Soziologe
- Müller, Reinhard (* 1953), deutscher Architekt und StadtplanerReinhard Müller (* 1953)

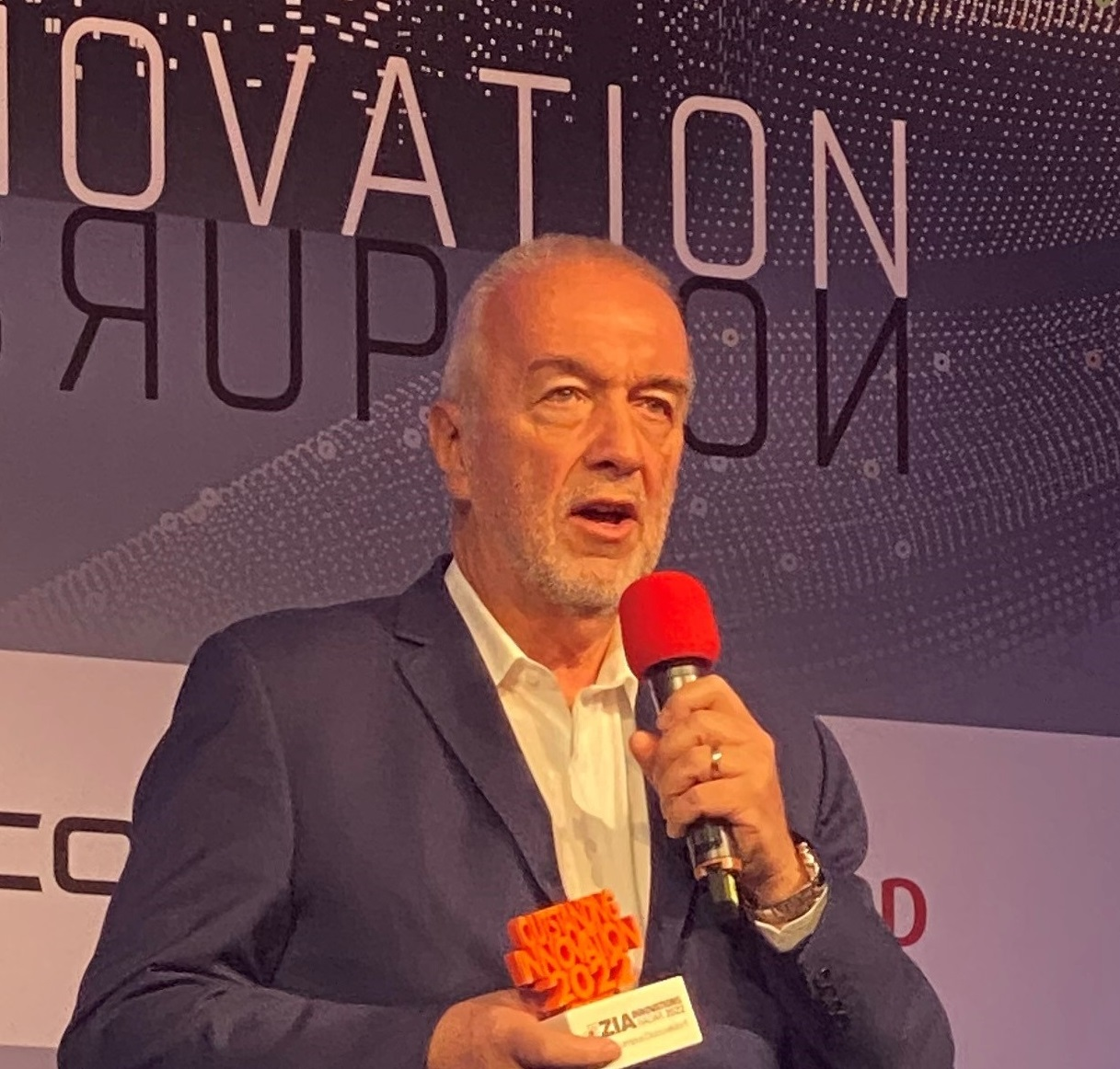
Reinhard Müller (* 1953)

- Müller, Reinhard (* 1954), österreichischer Soziologe
- Müller, Reinhard (* 1968), deutscher Rechtswissenschaftler und Journalist
- Müller, Reinhard (* 1972), deutscher evangelischer Theologe und Alttestamentler
- Müller, Reinhold (1857–1939), deutscher Mathematiker und Kinematiker
- Müller, Reinhold (1875–1940), deutscher Beamter und Politiker, MdL
- Müller, Reinhold F. G. (1882–1966), deutscher Indologe und Medizinhistoriker
- Müller, Reinhold Georg (1937–2000), deutscher Bildhauer
- Müller, Renate (1906–1937), deutsche Schauspielerin und Sängerin
- Müller, Renate (* 1945), deutsche Designerin und Spielzeugproduzentin
- Müller, Renate, deutsche Filmeditorin
- Müller, René (* 1959), deutscher Fußballtorhüter und -trainerRené Müller (* 1959)

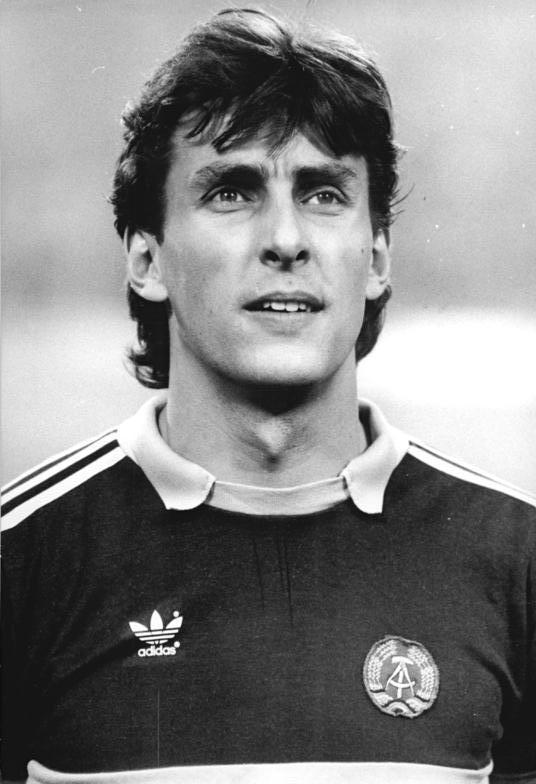
René Müller (* 1959)

- Müller, René (* 1974), deutscher Fußballspieler
- Müller, Reto (* 1964), Schweizer Opernforscher
- Müller, Reto (* 1974), Schweizer Tischtennisspieler
- Müller, Reto (* 1978), Schweizer Politiker (GSP)
- Müller, Reto (* 1998), Schweizer Radsportler

### Muller, Ri
- Müller, Richard, deutscher Fußballspieler
- Müller, Richard, Schweizer Fussballspieler
- Müller, Richard (1851–1931), deutscher Politiker (Zentrum), MdR
- Müller, Richard (1861–1924), deutscher Heimatdichter
- Müller, Richard (1874–1954), deutscher Maler und Grafiker
- Müller, Richard (1877–1930), deutscher Architekt, Professor und Rektor
- Müller, Richard (1880–1943), deutscher sozialistischer Politiker (USPD) und Gewerkschafter, Persönlichkeit der Novemberrevolution
- Müller, Richard (1881–1937), deutscher Fabrikant und Staatsrat im Fürstentum Lippe
- Müller, Richard (1884–1957), österreichischer Fotograf
- Müller, Richard (1903–1999), deutscher Chemiker
- Müller, Richard (1912–2005), deutscher Agrarwissenschaftler und Hochschullehrer
- Müller, Richard (1913–1986), Schweizer Politiker (SP)
- Müller, Richard (1920–1986), deutscher Verwaltungsbeamter und Politiker (SPD), MdL, MdB
- Müller, Richard (1932–2013), Schweizer Journalist, Redaktor, Publizist und Politiker (SP)
- Müller, Richard (* 1961), slowakischer Sänger
- Muller, Richard A. (* 1944), US-amerikanischer Physiker
- Müller, Richard G. E. (1910–1993), deutscher Psychologe
- Müller, Richard Matthias (* 1926), deutscher Anglist, Germanist und Hochschullehrer
- Müller, Richy (* 1955), deutscher SchauspielerRichy Müller (* 1955)

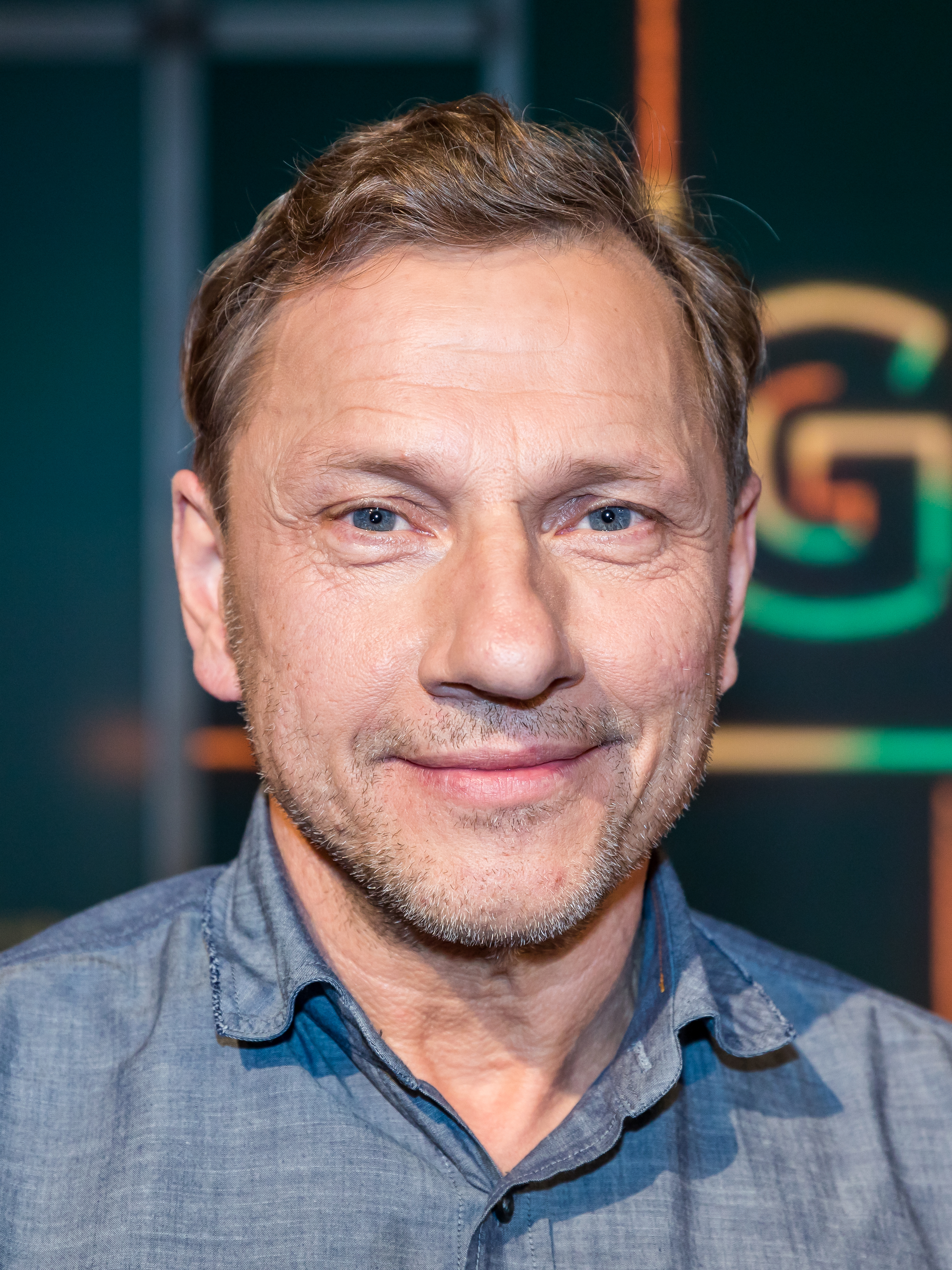
Richy Müller (* 1955)

- Müller, Ricklef (1922–2003), deutscher Bühnen-, Fernseh- und Filmschauspieler
- Müller, Rita (* 1965), deutsche Historikerin und Direktorin des Museums der Arbeit in Hamburg

### Muller, Ro
- Müller, Robby (1940–2018), niederländischer Kameramann
- Müller, Robert (1849–1909), deutscher Posaunist
- Müller, Robert (1868–1948), sächsischer Abgeordneter und Amtshauptmann
- Müller, Robert (* 1872), deutscher Verwaltungsbeamter und Politiker (DNVP), MdL
- Müller, Robert (1877–1942), österreichischer Filmproduzent und Filmverleiher
- Müller, Robert (1879–1968), österreichisch-deutscher Schauspieler
- Müller, Robert (1886–1945), deutscher Psychiater und T4-Gutachter
- Müller, Robert (1887–1924), österreichischer Schriftsteller, Journalist und Verleger
- Müller, Robert (1920–2003), Schweizer Bildhauer
- Muller, Robert (1923–2010), belgischer UN-Beamter
- Muller, Robert (1925–1998), deutscher Autor, Drehbuchautor und Journalist
- Müller, Robert (1980–2009), deutscher Eishockeytorwart
- Müller, Robert (* 1986), deutscher FußballspielerRobert Müller (* 1986)

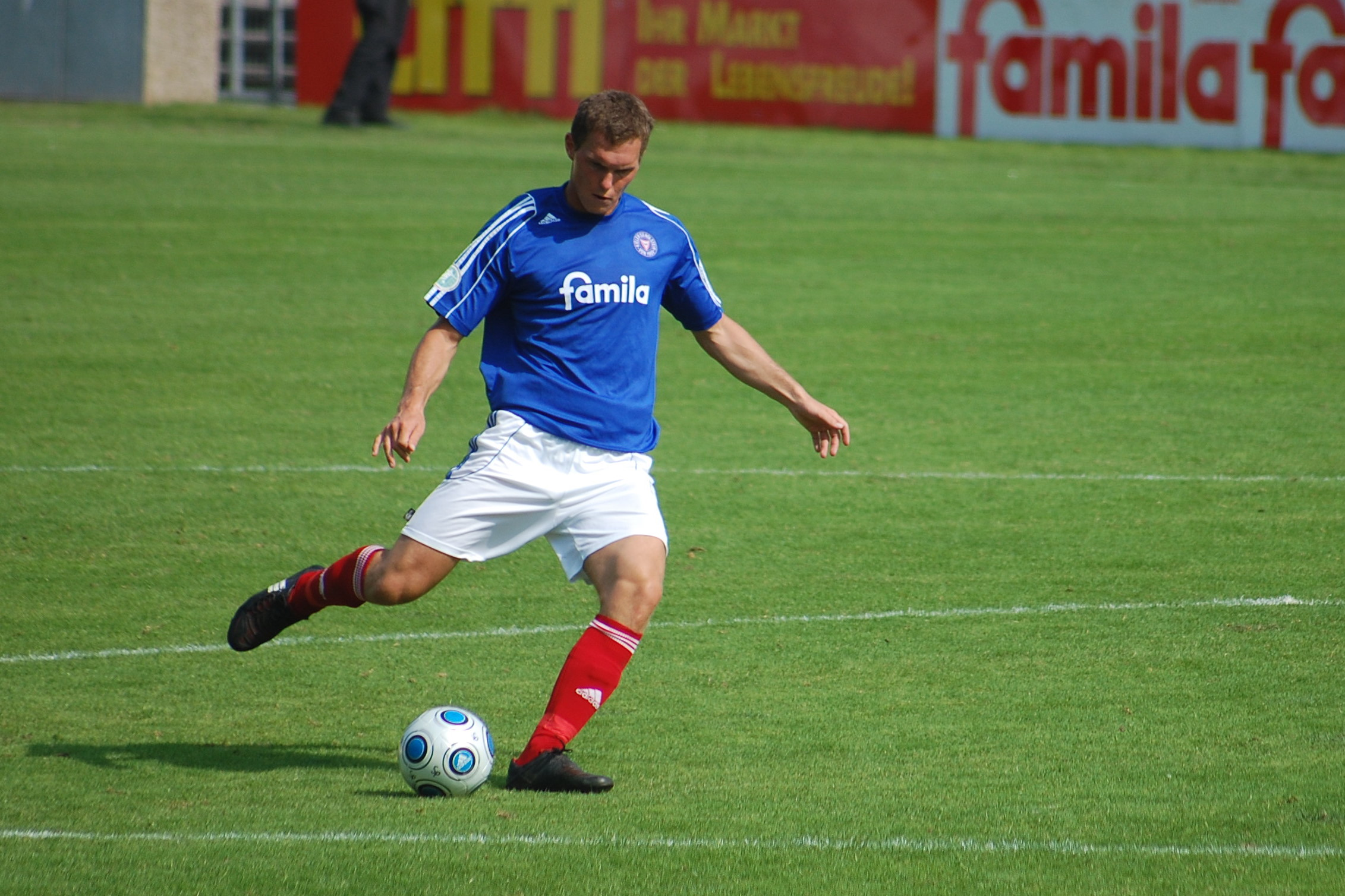
Robert Müller (* 1986)

- Müller, Robert Franz (1864–1933), österreichischer Schriftsteller
- Müller, Robert M. (1897–1951), österreichischer Chemiker
- Müller, Robin (* 2000), deutscher Fußballspieler
- Muller, Rodolfo (1876–1947), italienisch-französischer Radsportler und Sportjournalist
- Müller, Roland (* 1955), deutscher Archivar und Historiker
- Müller, Roland (* 1962), Schweizer Politiker (Grüne)
- Müller, Roland (* 1969), österreichischer Maler
- Müller, Roland (* 1986), österreichischer Skispringer
- Müller, Roland (* 1988), deutsch-philippinischer Fußballtorhüter
- Müller, Roland A. (* 1963), Schweizer Verbandsmanager
- Müller, Roland Albert (1936–2016), Schweizer Entomologe
- Müller, Rolf (1898–1981), deutscher Astronom
- Müller, Rolf (* 1939), deutscher Fußballspieler und -trainer
- Müller, Rolf (1940–2015), deutscher Gestalter
- Müller, Rolf (* 1941), deutscher Maler, Grafiker und Textilkünstler
- Müller, Rolf (* 1947), deutscher Politiker (CDU), MdL, Staatssekretär
- Müller, Rolf (* 1953), deutscher Molekularbiologe
- Müller, Rolf (* 1961), deutscher Bobsportler
- Müller, Rolf (* 1965), deutscher Pharmazeut und Hochschullehrer
- Müller, Rolf Felix (1932–2021), deutscher Grafikdesigner und Illustrator
- Müller, Rolf-Dieter (* 1948), deutscher Historiker
- Müller, Rolf-Hans (1928–1990), deutscher Orchesterleiter und Komponist
- Müller, Romy (* 1958), deutsche Leichtathletin und Olympiasiegerin
- Müller, Rosemarie (* 1949), deutsche Politikerin (SPD), MdEP

### Muller, Ru
- Müller, Rudi (1927–2003), deutscher Lehrer und Förderer des Breitensports und der Völkerverständigung
- Müller, Rudolf (1802–1885), Schweizer Landschaftsmaler
- Müller, Rudolf (1813–1890), deutscher Landwirt und Politiker
- Müller, Rudolf (1816–1904), böhmischer Historienmaler, Kunstschriftsteller sowie Zeichenlehrer
- Müller, Rudolf (1854–1912), deutscher Verwaltungsjurist
- Müller, Rudolf (1856–1922), deutscher Lehrer und Biograph des Rotkreuz-Gründers Henry Dunant
- Müller, Rudolf (1864–1955), österreichischer Politiker (SDAP), Landtagsabgeordneter, Abgeordneter zum Nationalrat, Mitglied des Bundesrates
- Müller, Rudolf (1876–1933), deutscher Verwaltungsjurist und Präsident des Landgerichts Detmold
- Müller, Rudolf (1878–1966), deutscher Diplomat
- Müller, Rudolf (1899–1986), Schweizer Bildhauer, Keramiker, Unternehmer, Redakteur und Autor.
- Müller, Rudolf (1903–1969), deutscher Maler, Grafiker, Kunstpädagoge, Künstlerischer Lehrer für Aktzeichnen sowie Künstler der verschollenen Generation
- Müller, Rudolf (* 1910), deutscher Fußballspieler
- Müller, Rudolf (1910–1961), deutscher Politiker (SPD), MdA
- Müller, Rudolf (1911–1997), deutscher Politiker (SED), kommissarischer Vorsitzender des RdB Cottbus
- Müller, Rudolf (1912–2009), deutscher Politiker (CSU)
- Müller, Rudolf (1915–2011), deutscher Politiker (FDP), MdL
- Müller, Rudolf (1924–1987), deutscher Politiker (CDU), MdB
- Müller, Rudolf (* 1931), deutscher Fluchthelfer
- Müller, Rudolf (1931–2012), deutscher Geistlicher, römisch-katholischer Bischof von Görlitz
- Müller, Rudolf (* 1932), deutscher Politiker (SPD), MdB
- Müller, Rudolf (1938–2016), deutscher Politiker (CDU)
- Müller, Rudolf (* 1947), österreichischer Arbeitsrechtsjurist, Richter am Verfassungsgerichtshof
- Müller, Rudolf (* 1951), deutscher Politiker (AfD), MdL
- Müller, Rudolf (* 1960), deutscher Fußballspieler
- Müller, Rudolf Wolfgang (1934–2017), deutscher Politologe
- Müller, Rudolph (* 1839), deutscher Jurist und Politiker, MdL
- Müller, Ruth (1922–2008), deutsche Fabrikarbeiterin, Gewerkschafterin und Betriebsrätin
- Müller, Ruth (* 1967), deutsche Politikerin (SPD), MdL BY, Mitglied des Kreisrates LandshutRuth Müller (* 1967)

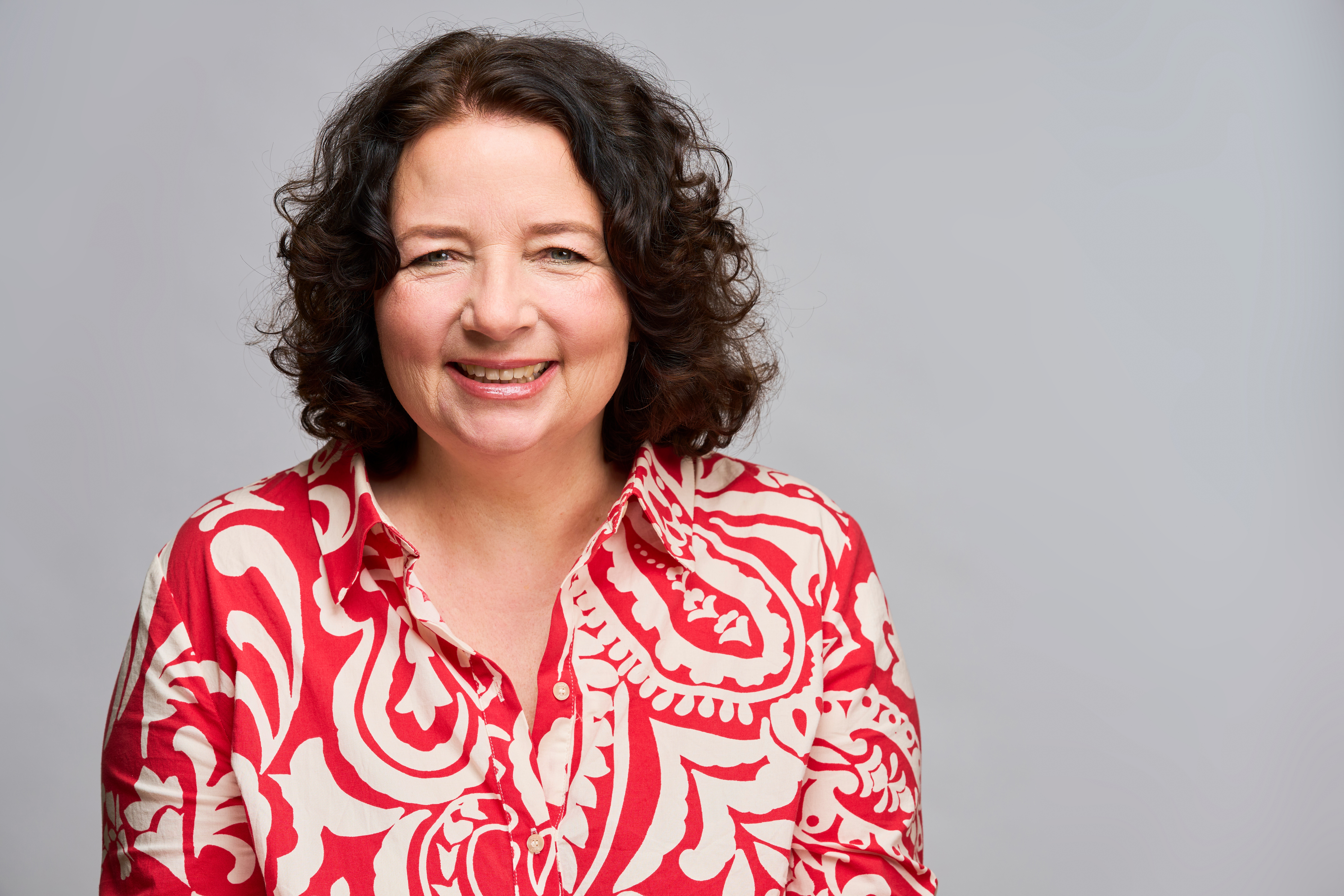
Ruth Müller (* 1967)